# 臺北市大同區永樂國民小學
臺北市大同區永樂國民小學，簡稱永樂國小，是臺北市的一所市立國民小學，位於中華民國臺北市大同區延平北路二段266號，與太平國小以俊成橋銜接，隔路相望。

## 校史

### 校地前身
1896年（明治29年）7月，永樂國小的前身，台北國語傳習所被創建起來，當時的國語指的是日本語。
1897年（明治30年）11月，國語傳習所兼設乙科生，並於永樂町五丁目五九番地設分教場。
1898年（明治31年），廢止國語傳習所與各地分教場，創校依照日本明治天皇敕令第一七八號台灣公學校創設及府令第七十八號台灣公學校規則，於同年10月1日成立大稻埕公學校。
1909年（明治42年），因延平北路闢建，校地被一分為二，東校區成立大稻埕第一公學校（今太平國小）。
1910年（明治43年）4月，西校區（即此校現址）設置大稻埕女子公學校，為今臺北市蓬萊國小的前身。
1917年（大正6年）6月，今蓬萊國小校舍落成，大稻埕女子公學校完成遷移；此校原址改為專收男生，改名為大稻埕第二公學校，為今日新國小前身。
1920年（大正9年）9月，日新國小校舍落成，大稻埕第二公學校遷移。
1925年（大正14年）4月，此校原址成立大橋公學校，次年9月遷移至今大橋國小校址。

### 永樂公學校
1930年（昭和5年），西畔舊校舍撥給新設立臺北市永樂公學校使用。同年4月，此校現址正式創立永樂公學校，招生3班，學生人數172人，並由太平公學校校長中野勝馬兼理校務。
1931年（昭和6年），本校兼設高等科，日本籍的永原光義出任校長。1932年（昭和7年）3月，高等科第一屆畢業。1935年（昭和10年）3月，高等科廢止，稻田清出任校長。1936年（昭和11年）3月，高小第一屆畢業。

### 永樂國民學校
1941年（昭和16年）3月，修訂「臺灣教育令」，初等普通教育改依「國民學校令」，將小、公學校一律改稱國民學校。此校校名改為臺北市永樂國民學校，仍由稻田清任校長。
1945年（民國34年），中華民國政府收復臺灣，接收委員吳滄鍙擔任戰後首任代理校長。1946年（民國35年）2月，校名改為臺北市延平區永樂國民學校；同年3月，葉士蜅調任代理校長；同年9月，學校另設幼稚園。
1947年（民國36年）3月，葉士蜅獲得派任為此校校長。1948年（民國37年）9月，派任林清南為此校校長。1952年（民國41年）4月，陳清吉獲得派任為此校校長，陳美瑩為幼稚園主任。1963年（民國54年）9月，李金蟬派任為此校校長。

### 永樂國民小學
1968年（民國57年）9月，改制為臺北市延平區永樂國民小學。
1974年5月24日，林祥瑞銅像揭幕。
1989年（民國78年）3月，因應行政區劃調整，被改為臺北市大同區永樂國民小學。
2011年8月1日，幼托整合，此校附設幼稚園被改名為臺北市大同區永樂國民小學附設幼兒園。
2016年，學校成立永樂國小校友會。

## 歷任校長

### 日治時期
| 職務         | 永樂公學校   | 任期                     |
| ------------ | ------------ | ------------------------ |
| 校長（兼任） | 中野勝馬     | 昭和5年4月(民國19年)～？ |
| 校長         | 永原光義     | 昭和6年（1931）          |
| 校長         | 稻田清       | 昭和10年3月（1935）      |
| 職務         | 永樂國民學校 | 任期                     |
| 校長         | 稻田清       | 昭和16年3月（1941）      |

### 民國時期
臺北市永樂國民學校
1. 吳滄鍙：民國34年
2. 葉士蜅：民國34年
3. 林清南：民國37年9月～民國41年4月
4. 陳清吉：民國41年4月～民國54年9月
5. 李金蟬：民國54年9月～民國64年2月
6. 李國嬚：民國64年2月～民國57年9月

臺北市延平區永樂國民小學時期
1. 李國嬚：民國57年9月～民國69年2月
2. 繆亞君：民國69年2月～民國77年8月
3. 張武藤：民國77年8月～民國78年3月

臺北市大同區永樂國民小學時期
1. 張武藤：民國78年3月～民國81年8月
2. 黃信夫：民國81年8月～民國85年8月6日
3. 陳福源：民國85年8月6日～民國92年8月1日
4. 蘇再添：民國92年8月1日～民國96年8月1日
5. 周瑞雲：民國96年8月1日～民國100年8月1日
6. 張永欽：民國100年8月1日～民國108年8月1日
7. 陳滄智：民國108年8月1日～至今

## 外部連結
- 臺北市立永樂國民小學官網 （页面存档备份，存于）
- （页面存档备份，存于）